# Jílovec

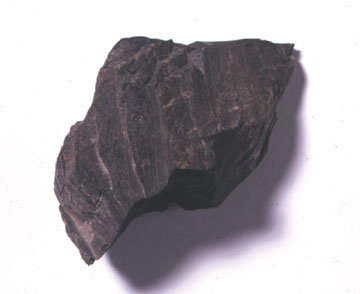
Břidličnatá jílová hornina

Jílovec je název sedimentární horniny tvořené v převážné míře (více než dvě třetiny objemu) jílem – částicemi nejmenší velikosti (méně než 0,0020 mm). Více zrnité horniny se nazývají kalovce, případně prachovce. Jíly jsou všeobecně jednou z hlavních složek půd.

## Složení
Základní složkou jílovců jsou jílové minerály. Je to skupina hydratovaných hlinitokřemičitanů s vrstevnatou strukturou. Jednotlivé vrstvy jsou křemičité (tetraedrické – atomy křemíku jsou obklopeny čtyřmi atomy kyslíku), hlinité (oktaedrické, kde je každý atom hliníku obklopen šesti atomy kyslíku), přičemž některé atomy hliníku mohou být nahrazeny železem nebo hořčíkem. Tato vrstva se nazývá gibbsitová nebo brucitová (podle minerálů které ji tvoří). Mezi hlavní jílové minerály patří montmorillonit, kaolinit, haloyzit, berthierin, nontronit, chlority, glaukonit, sepiolit, palygorskit.
V mezivrstevních mezerách jsou díky van der Waalsovým silám poutány cizí kationty nebo molekuly (voda, K+, Ca2+, OH−). Některé jílové minerály (montmorillonit, illit) mají schopnost zvětšovat svůj objem při absorpci vody, tato vlastnost je častou příčinou změny objemu jílových půd po dešti.
Z ostatních minerálů se v jílovcích mohou vyskytovat křemen, muskovit, kalcit a organické zbytky.

## Vznik

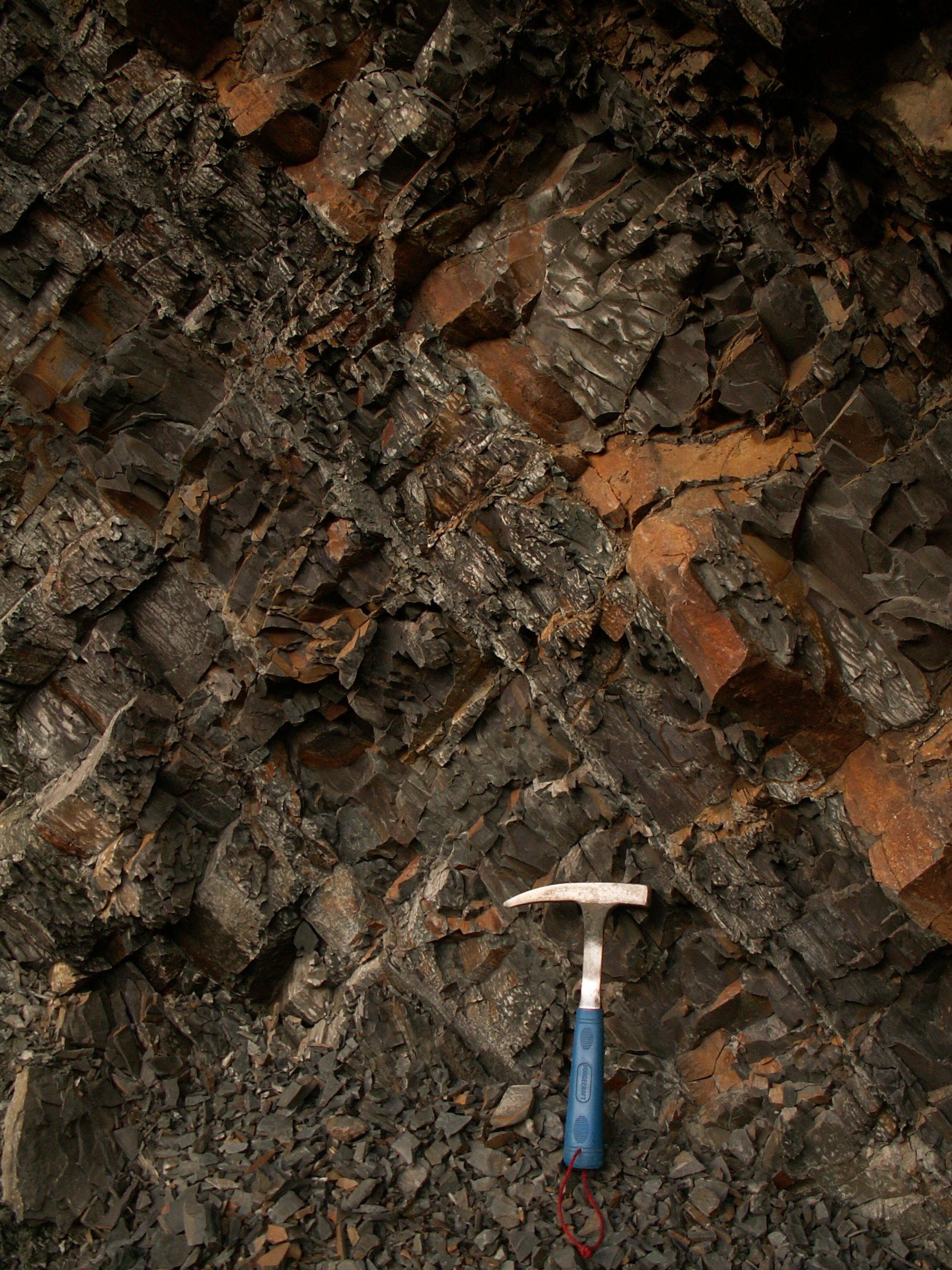
Turbiditní jílovec z karpatského flyšového pásma. Račianska jednotka, Veľké Rovné

Podobně jako ostatní jílové sedimenty je akumulace jílovců spojena s pomalými proudy, převážně ve vodním, ale i suchozemském prostředí. Jsou proto časté v jezerech, deltách řek, nebo hlubokomořských oblastech.
Jílovce vznikají diagenetickou přeměnou jílů. Prvotním procesem je vytěsňování vody z mezivrstev. Čerstvé jíly obsahují 70 až 90 % vody, v hloubce 1 km je to už jen 30 %. Aby byla ztráta vody téměř stoprocentní, je potřebné i zvýšení teploty na 100 °C a hloubku 2 až 4 km. Při vyšších teplotách dochází i k přeměně jednotlivých minerálů a postupnému břidličnatění jílovců.